# Junio Annio Baso

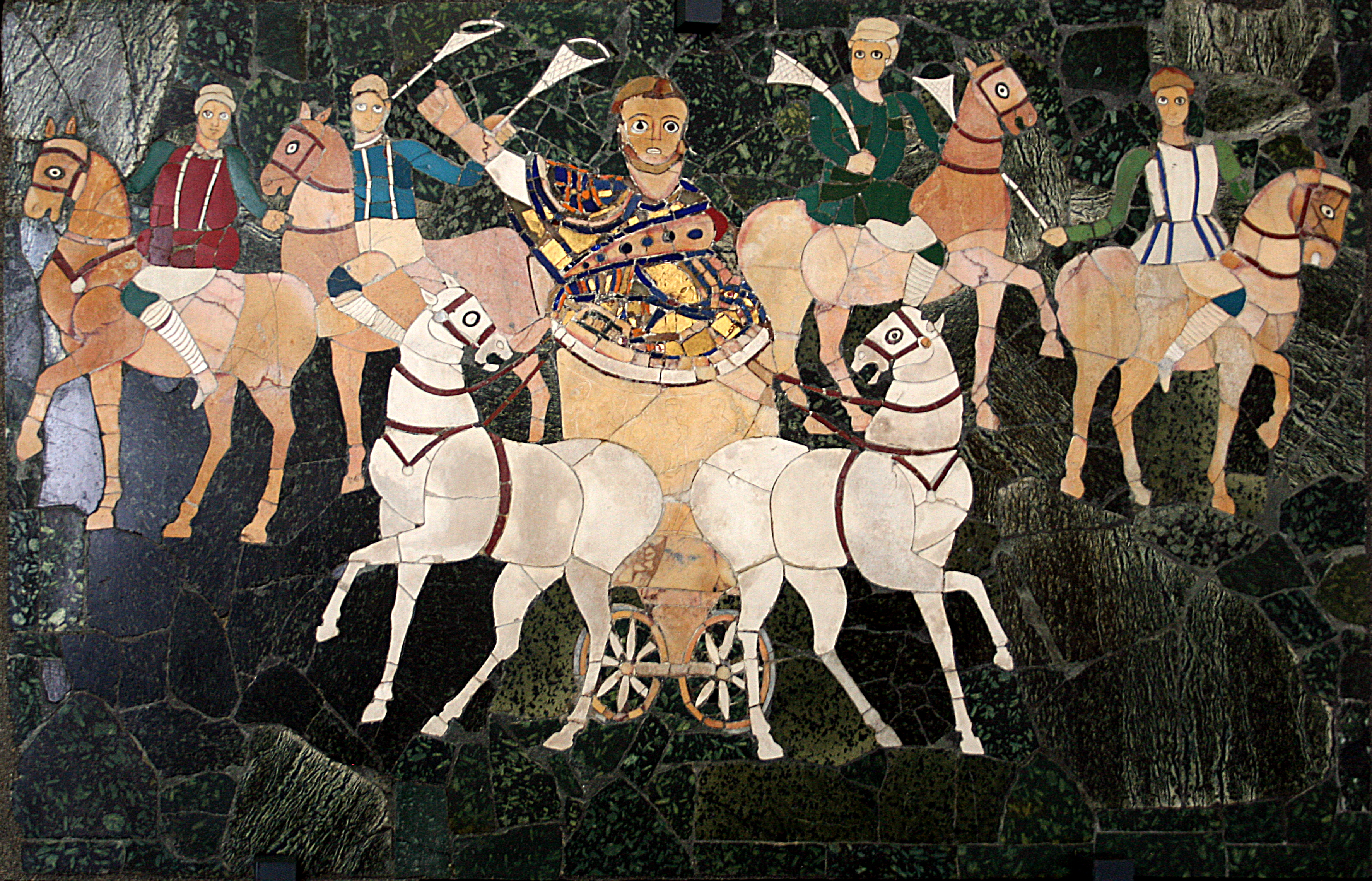
Junio Annio Baso en su carro, panel en opus sectile de la basílica que ordenó construir en el Esquilino.

Junio Annio Baso  fue un político y militar romano del siglo IV.

## Cursus honorum
Ocupó la prefectura pretoriana de Italia entre 318 y 331, bajo el imperio de Constantino el Grande. Al final de este período también ejerció el consulado (331). Numerosas leyes del Código de Teodosio lo mencionan en el encabezado, ya que se dirigían a él como cabeza de la administración itálica.

## Familia
Su hijo fue Junio Baso, prefecto urbano en 359, famoso por su sarcófago; uno de los más antiguos grabados con escenas cristianas. 

## Basílica
Junio Annio Baso ordenó la construcción de la basílica civil que lleva su nombre, edificada sobre edificios de la época del Principado en el Esquilino. En el siglo V, el general de origen gótico Flavio Valila Teodosio convirtió a la basílica en la iglesia de San Andrés, llamada luego San Andrés Catabarbara, donándola al papa Simplicio. En 1930 la iglesia fue demolida para construir el seminario pontificio de Estudios Orientales.